# Вайсентурм
Вайсентурм (нем. Weißenthurm) — город в Германии, в земле Рейнланд-Пфальц. 
Входит в состав района Майен-Кобленц. Подчиняется управлению Вайссентурм.  Население составляет 7747 человек (на 31 декабря 2010 года). Занимает площадь 3,99 км². Официальный код  —  07 1 37 228.